# 島根県幼稚園の廃園一覧
島根県幼稚園の廃園一覧（しまねけんようちえんのはいえんいちらん）は、島根県内の廃園になった幼稚園の一覧。対象となるのは、学制改革（1947年）以降に廃園となった幼稚園、および分園である。園名は廃園当時のもの。廃園時に幼稚園が所在していた自治体がその後合併により消滅している場合は、現行の自治体に含める。また現在休園中の県内の幼稚園（分園）も、その多くは実質上、廃園と同じ状態にあるため参考として記載する。
（）内は、廃園になった年（休園の場合は、その措置が取られた年）である。

## 松江市
- 松江市立長江幼稚園（休園）
- 松江市立中島幼稚園（2010年）
- 松江市立来待幼稚園（2011年松江市立しんじ幼保園新設のため廃園）
- 松徳幼稚園（2017年休園[1]、2023年廃園[2]）
- 光幼稚園（2015年幼保連携型認定こども園光幼保園に移行）
- 松江市立内中原幼稚園（2014年末次保育所と統合し城西幼保園へ）
- 松江市立恵曇幼稚園（2018年休園）[3]
- 松江市立八雲幼稚園（2019年八雲幼保園と統合しやくも幼保園へ）[4]
- 松江市立生馬幼稚園（2019年休園）[3]
- 松江市立竹矢幼稚園（2020年休園）[3]
- 松江市立本庄幼稚園（2021年休園）[3]
- 松江市立玉湯幼稚園（2021年大谷幼稚園と統合し松江市立たまゆ幼稚園へ）[3]
- 松江市立大谷幼稚園（2021年玉湯幼稚園と統合したまゆ幼稚園へ）[3]
- 松江市立大野幼稚園（2022年休園）[3]

## 浜田市
- 浜田市立周布幼稚園（2009年）
- 国府幼稚園（2017年社会福祉法人誠和会認定こども園こくふ子ども園へ移行）
- 浜田市立原井幼稚園（2019年休園[5]、2023年統合により浜田市立浜田幼稚園へ[6]）
- 浜田市立長浜幼稚園（2023年統合により浜田幼稚園へ）[6]
- 浜田市立石見幼稚園（同上）[6]
- 浜田市立美川幼稚園（同上）[6]

## 出雲市
- 北陵幼稚園〈旧〉（2013年北陵認定こども園北陵幼稚園・北陵保育園へ移行）[7]
- 光幼稚園（2015年4月幼保連携型認定こども園光幼保園に移行）
- 出雲市立乙立幼稚園（2019年休園、2022年廃園）[8]
- 出東幼稚園（2020年出東保育園と統合し出東こども園へ）[9]

## 益田市
- 高津幼稚園
- 萬福寺幼稚園（2006年）

## 大田市
- 大田ルーテル幼稚園（2002年）[10]
- 大田市立井田幼稚園（2011年）[11]
- アソカ幼稚園（2021年）[12]
- 大田市立久手幼稚園（2022年）[13]
- 大田市立富山幼稚園（2022年）[14]

## 安来市
- 安来市立宇賀荘幼稚園（休園、開始時期不詳）[15]
- 荒島幼稚園（認定こども園荒島第2園舎へ移行、時期不詳）

## 江津市
- 江津市立江津幼稚園（2018年）[16]

## 雲南市
- 雲南市立木次幼稚園（2013年雲南市立木次保育所と統合し雲南市立木次こども園へ）[17]
- 雲南市立温泉幼稚園（2014年）[18]
- 雲南市立海潮幼稚園（2016年雲南市立海潮こども園へ移行）[17]
- 雲南市立斐伊幼稚園（2016年雲南市立斐伊こども園へ移行）[17]
- 雲南市立三刀屋幼稚園（2016年雲南市立三刀屋こども園へ移行）[17]
- 雲南市立飯石幼稚園（2016年）[19]
- 雲南市立大東幼稚園（2017年雲南市立大東こども園へ移行）[20]
- 雲南市立西幼稚園（2018年雲南市立西こども園へ移行）[17]
- 雲南市立西日登幼稚園（2022年）[21]
- 雲南市立鍋山幼稚園（2022年）[21]

## 仁多郡
- 奥出雲町立八川幼稚園（2012年）[22]

## 邑智郡
- 川本町立川本幼稚園（2005年）

## 隠岐郡
- 文化学院幼稚園（2012年）[23]